# 354 Dywizja Strzelecka (ZSRR)
354 Dywizja Strzelecka (ros. 354-я стрелковая дивизия) – związek taktyczny (dywizja) Armii Czerwonej.
Sformowana w czasie II wojny światowej, w 1941. Walczyła na froncie od 29 listopada 1941 do 5 lutego 1943 oraz od 12 lutego 1943 do 9 maja 1945.